# Щавінек
Щавінек (пол. Szczawinek) — село в Польщі, у гміні Щавін-Косьцельни Ґостинінського повіту Мазовецького воєводства.
Населення — 209 осіб (2011).
У 1975-1998 роках село належало до Плоцького воєводства.

## Демографія
Демографічна структура станом на 31 березня 2011 року:
|          | Загалом | Допрацездатний вік | Працездатний вік | Постпрацездатний вік |
| -------- | ------- | ------------------ | ---------------- | -------------------- |
| Чоловіки | 103     | 22                 | 72               | 9                    |
| Жінки    | 106     | 22                 | 62               | 22                   |
| Разом    | 209     | 44                 | 134              | 31                   |